# Bobda, Timiș

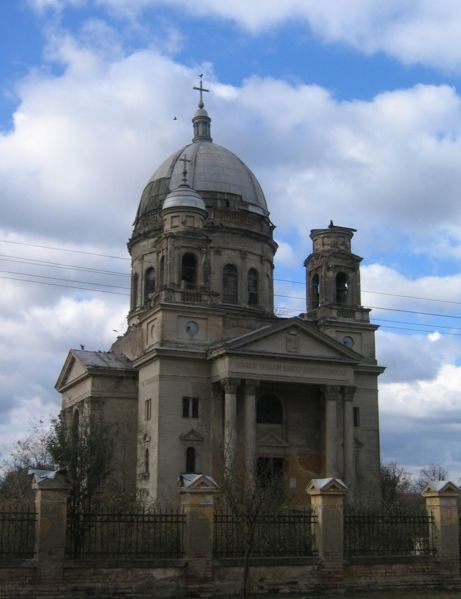
Biserica romano-catolică din Bobda, acum părăsită și în stare avansată de degradare

Bobda (germană Bobda, Poppta, maghiară Papd) este un sat în comuna Cenei din județul Timiș, Banat, România.

## Localizare
Bobda se situează la circa 20 km vest de municipiul Timișoara și este străbătută de râul Bega Veche. Este traversată de drumul comunal 254, prin intermediul căruia se leagă de Cenei și drumul DN59B la 3 km sud-vest. În direcție opusă se leagă de Beregsău Mic la 3 km nord și mai departe, la 7km, de DN59A care vine de la Jimbolia și duce până la Timișoara. Distanța de la Bobda până la Timișoara pe acest drum este de 25 km. A doua variantă de legătură are circa 24 de km, pe drumul județean DJ591 care pornește la sud-est, trece prin localitatea vecină Sânmihaiu German (la 8km) și intră în Timișoara prin zona de sud.

## Istorie

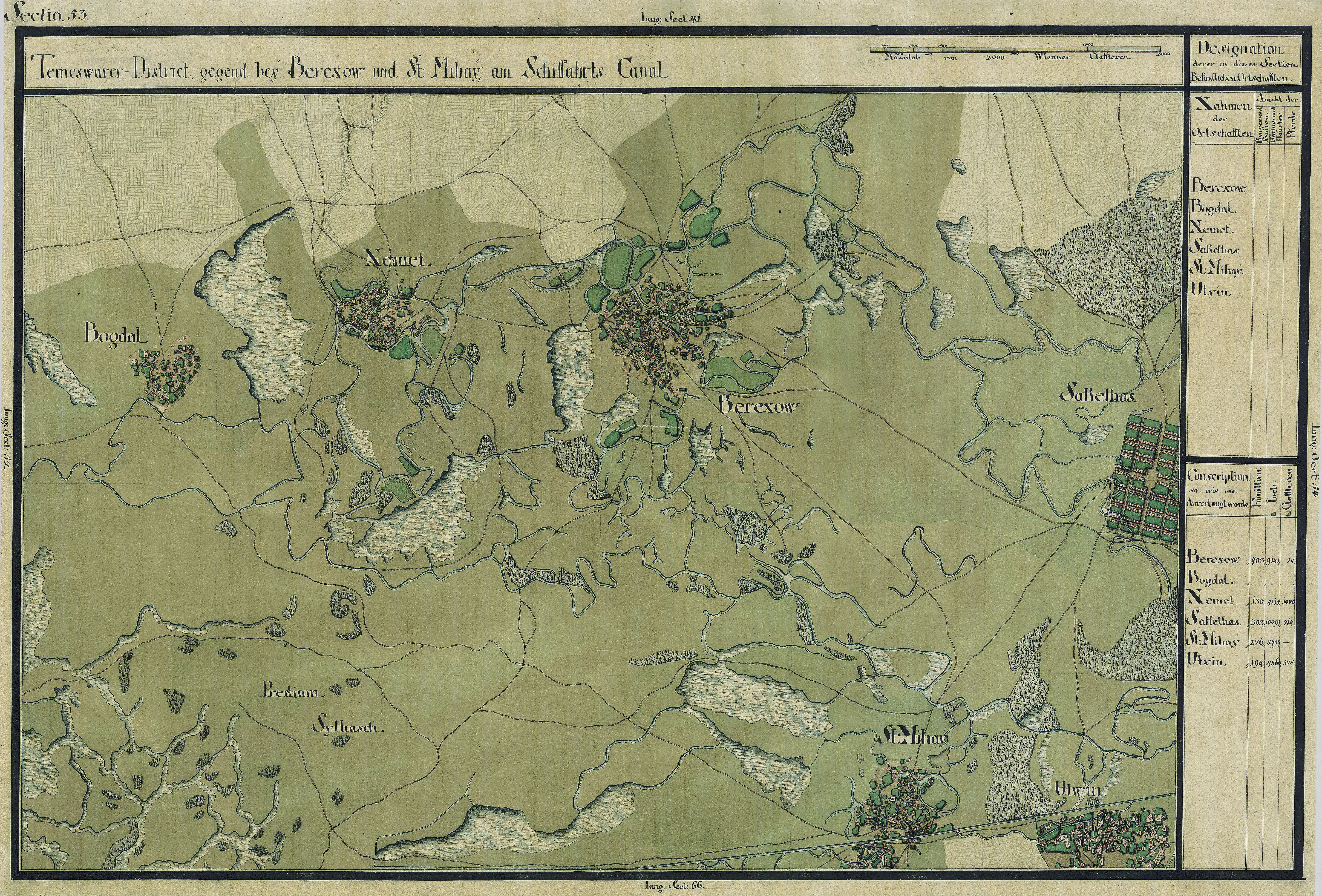
Bobda în Harta Iosefină a Banatului, 1769-72

Localitatea este amintită pentru prima dată în secolul XIII, sub denumirea de Pabd. A aparținut lui Ioan de Meca, Imre Docy, familiei Pető și pe rând, mai multor mari proprietari (grofi). Ultimul dintre aceștia a fost baronul Iuliu Csávossy (Csávossy Gyula), căruia i-a fost expropriată mare parte din avere și împărțită locuitorilor din Bobda. În urma luptelor din 1695, Bobda a fost aproape complet distrusă. Reconstrucția a avut loc după canoanele austriece, cu străzi drepte, perpendiculare și case aranajate și ordonate de-a lungul drumurilor. În secolul XIX, cea mai importantă familie la Bobda continua să fie Csávossy. Baronul Gyula Csávossy a construit aici un castel cu 42 de camere, parcuri, diverse acareturi și herghelii. Peste drum de castel Csávossy a ridicat un mausoleu care imita bazilica din orașul ungar Esztergom. Baronul s-a stins din viață la 10 septembrie 1911. El și cu familia au fost depuși în criptele de desubtul mausoleului. Totuși, datorită dimensiunilor, mausoleul a început cu timpul să fie folosit ca lăcaș de cult romano-catolic. Decăderea Csávossy-lor a dus la vânzarea proprietăților, în special al castelulului. Acesta a fost demolat și vândut cărămidă cu cărămidă, atunci când noul proprietar nu a putut să-și achite datoriile la bancă. 
După al doilea război mondial mausoleul-biserică a fost profanat de însuși primarul comunei, fapt pentru care a fost condamnat la 2 ani de închisoare. În 1950 Bobda a trecut sub administrarea comunei Cenei. Între 1951-1956, din Bobda au fost deportate în Bărăgan 60 de persoane.

## Personalități
- Gheorghe Jurma (n. 1945) istoric și critic literar, prozator, ziarist, editor.
- Cornel Bălaș (n. 1949) doctor în matematici aplicate, cercetător la Institutul de Mecanica Solidelor, Academia Română.
- Ioan Ardeleanu (1947-2007) - poet, eseist, prozator, fondator al revistei "Banat" Lugoj